# Sommersternbild
Als Sommersternbilder werden in Europa jene Konstellationen bezeichnet, die am abendlichen Sommerhimmel gut zu sehen sind. An sich gilt der Begriff für die gesamte Nordhalbkugel der Erde, während dieselben Sternbilder südlich des Äquators zwar zur selben Zeit, aber im dortigen Winter zu beobachten sind.

## Bekannte Sommersternbilder
Etwa 35 % der auf mittleren nördlichen Breitengraden sichtbaren Sternbilder können als Sommersternbilder bezeichnet werden. An den Rändern überlagern sie sich mit den Sternbildern des Frühlings- bzw. Herbsthimmels 
 (diese Sternbilder haben keine Sammelartikel, weil sie relativ unscheinbar sind).
Zu den bekanntesten Sommer-Konstellationen gehören:
- Schwan (Cygnus), Adler  (Aquila) und Leier  (Lyra), durch welche die Milchstraße verläuft und deren Hauptsterne Deneb, Altair und Wega das sogenannte Sommerdreieck bilden
- rechts davon Herkules und Schlangenträger (Ophiuchus)
- tief im Süden die Sternbilder Skorpion  und Schütze  (Milchstraßenzentrum)
- Drache (nahe dem Zenit) und Kassiopeia (hoch im Osten).